# Maria Bonghi Jovino
Maria Bonghi Jovino (Napoli, 1931) è un'archeologa italiana.

## Biografia
È stata professore ordinario di Etruscologia e Archeologia italica presso l'Università degli Studi di Milano, è membro ordinario e del direttivo dell'Istituto Nazionale di Studi Etruschi ed Italici, membro dell'Istituto archeologico germanico, del Comitato di consulenza scientifica della fondazione per il Museo Faina di Orvieto e socio dell'Accademia Pontaniana di Napoli.
I suoi principali interessi sono i popoli dell'Italia preromana: la civiltà degli Etruschi, la Campania preromana, la produzione fittile, l'antiquaria. Ha condotto scavi in Campania e in Etruria.
Negli scavi archeologici condotti a Pompei (regio VI) ha recuperato per la prima volta la stratigrafia del sito di intervento.
Le sue ricerche su Capua si sono rivolte alla produzione artigianale, alla storia dei santuari e dei luoghi di culto.
Ha effettuato scavi alla "Civita" di Tarquinia, dove ha riportato alla luce un importante complesso monumentale del VII secolo a.C. recuperando un ampio spaccato della storia dell'abitato, e al tempio dell'Ara della Regina.
Dirige le collane Capua preromana (Istituto nazionale di studi etruschi ed italici) e la collana Tarchna dedicata a Tarquinia (Tarchna I, II, III, IV, Università degli studi di Milano).

## Mostre curate
- Gli Etruschi e Cerveteri, Palazzo Reale di Milano, 1980
- Gli Etruschi di Cerveteri, Milano, Palazzo Reale di Milano, 1986
- Gli Etruschi di Tarquinia, Milano, Università degli Studi di Milano, 1986
- Acque profonde nel sottosuolo di Tarquinia etrusca, Palazzo Bruschi, Tarquinia, 1998
- Oltre le Colonne d'Ercole, Università degli Studi di Milano, 1999.

## Premi ed onorificenze
- 1969 - Premio Napoli 1969
- 2001 - Premio Tarquinia-Cardarelli
- Cittadinanza onoraria di Tarquinia[4]
- Cittadinanza onoraria di Vico Equense[5]
- Cittadinanza onoraria di Capua

## Pubblicazioni

### Arte antica e culture a contatto
- Breve nota in margine all'Ellenismo Italico, in Mél. J. Heurgon, L'Italie préromaine et la Rome républicaine, Roma 1976.
- Culture a contatto in Campania. Processi di trasformazione tra V e IV secolo a.C. (a cura di M. Bonghi Jovino), Rome 2008 – International Congress of Classical Archaeology, in Bollettino di Archeologia on line, Ministero per i Beni e le Attività Culturali.
- L'espansione degli Etruschi in Campania, in Gli Etruschi, catalogo della mostra, Venezia 2000.

### Architettura: sistemi di costruzione e decorazione
- La decorazione architettonica di Capua: peculiarità, itinerarii e modelli, in Deliciae Fictiles, Proceedings of the First International Conference on Central Italic Architectural Terracottas at the Swedish Institute in Rome (1990), Stockholm 1993.
- Affinità e differenze nelle esperienze architettoniche tra Roma e Tarquinia. Qualche riflessione, in AnnFaina XVII, 2010.

### Pompei, Capua e la Campania preromana
- Ricerche a Pompei. L'insula 5 della Regio VI dalle origini al 79 d.C., 2 vol., Roma 1984.
- Gli aspetti controversi della storia di Capua preromana. Ricerche attuali e problemi aperti, in Orizzonti. Rassegna di archeologia, XI, 2010.
- Ripensando Pompei arcaica, in Corollari, Pisa-Roma, 2011.

### Tarquinia
- Funzioni, simboli e potere. I ‘bronzi’ del ‘complesso’ di Tarquinia, in Kolloquium zum Thema Der Orient und Etrurien, Tübingen giugno 1997 (Hrsg. Friedhelm Prayon und Wolfang Röllig), Roma-Pisa 2000.
- Progettualità e concettualità nel percorso storico di Tarquinia, in Tarquinia e le civiltà del Mediterraneo, Atti del Convegno Internazionale (Milano 22-24 giugno 2004), Milano 2006.
- Tarquinia. Types of Offerings, Etruscan Divinities and Attributes in the Archaeological Record, in Material Aspects of Etruscan Religion. Proceedings of the International Colloquium, Leiden, May 29 and 30, 2008, Leuven 2010.
- Tarquinia. I tempi della scoperta. Realtà e immaginario di un archeologo, Milano 2011.

### Artigianato e produzione fittile
- Capua Preromana, Terrecotte votive I, II, Firenze 1965, 1971.
- Una tabella capuana con ratto di Ganimede ed i suoi rapporti con l'arte tarantina, in Hommages à M. Renard III, Coll. Latomus 103, 1968.
- La produzione fittile in Etruria ed i suoi riflessi nell'Italia antica. Questioni cronologiche e correlazioni artistiche, in Atti del Secondo Congresso Internazionale Etrusco, Firenze (1985), Roma 1989.
- Artigiani e botteghe nell'Italia preromana. Appunti e riflessioni per un sistema di analisi; in Artigiani e botteghe nell'Italia preromana, Studi sulla coroplastica di area etrusco-laziale-campana, Roma 1990.
- Santuari e ritualità
- Mini muluvanice-mini turuce. Depositi votivi e sacralità. Dall'analisi del rituale alla lettura interpretativa delle forme di religiosità, in Atti del Convegno “Depositi votivi e culti dell'Italia antica, dall'età arcaica a quella tardo-repubblicana”, Perugia 2000, Lecce 2005.
- I rituali sacri degli Etruschi tra identità e innovazione alla luce di un inedito calderone di impasto dall'area sacra di Tarquinia, in Across Frontiers. Etruscans, Greeks, Phoenicians and Cypriots, Studies in honour of David Ridgway and Francesca Romana Serra Ridgway, London 2006.

### Metodologie di classificazione
- Aspetti e problemi dell' “Archeologia da campo”. Acquisizioni, prospettive e considerazioni teoretiche e metodologiche, in Proceedings of the XVth International Congresso f Classical Archaeology, Amsterdam July 12-17, 1998, Amsterdam 1999.
- Prospettive di pensiero e prassi archeologica. Appunti in margine alla classificazione e all'interpretazione dei materiali archeologici di Tarquinia, in Studi di protostoria in onore di Renato Peroni, Firenze 2006.